# Île Catalin
Île Catalin är en ö i Franska Guyana (Frankrike). Den ligger i den östra delen av landet, 70 km söder om huvudstaden Cayenne.